# Academia Chilena de Medicina

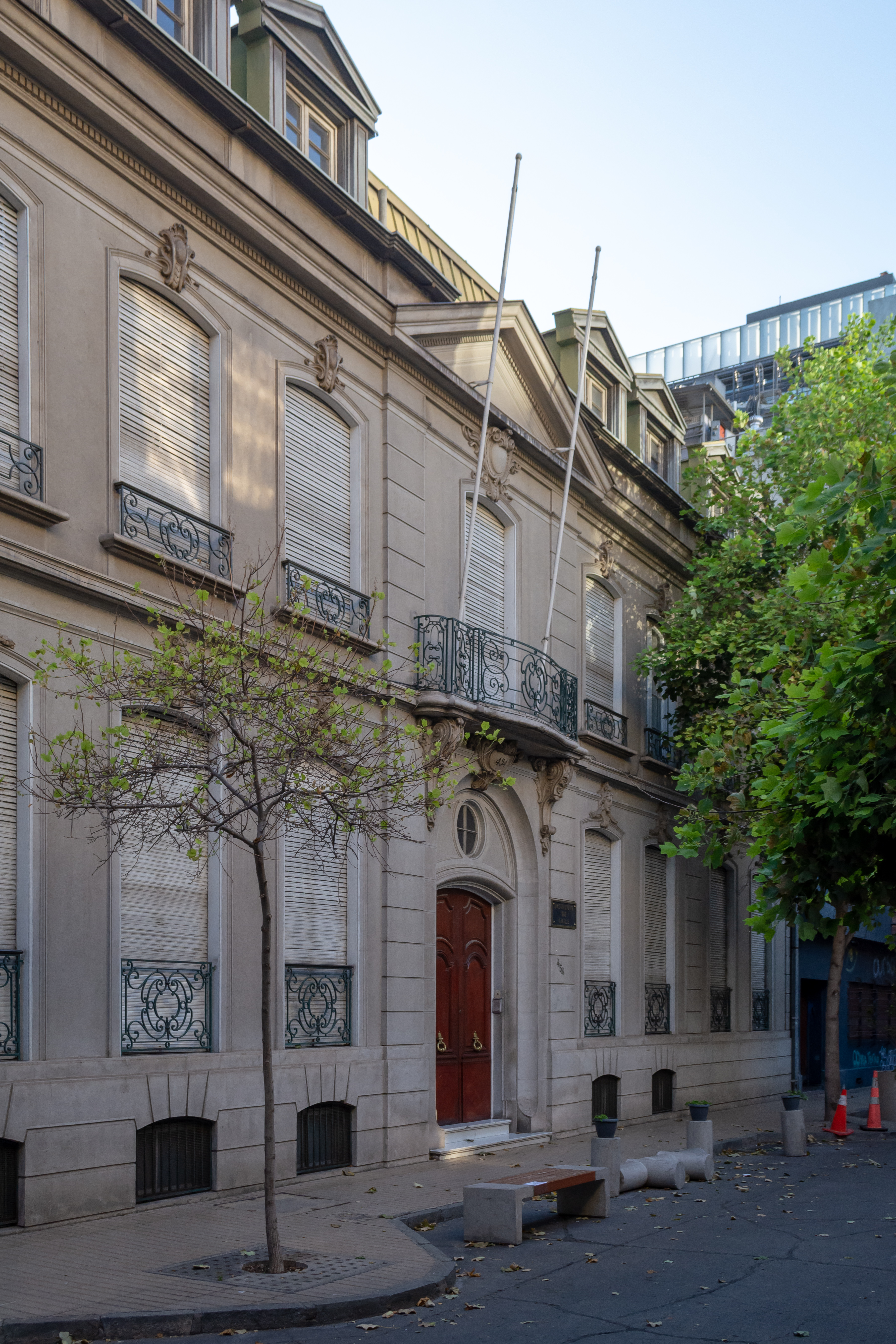
Sede de la Academia Chilena de Medicina.

La Academia Chilena de Medicina fue creada en 1964, a través de la misma ley que dio origen al Instituto de Chile.
Constituye una corporación pública, autónoma en su organización y funciones. Está integrada por médicos destacados por su contribución al progreso de la medicina, la educación médicay la salud pública en Chile, comprometidos en la defensa de los valores espirituales, éticos y morales de la medicina y el respeto a su tradición, historia y figuras ejemplares.
Su patrimonio depende de los recursos que le asigna anualmente el Instituto de Chile, donaciones de instituciones públicas o privadas, nacionales o extranjeras, y herencias, legados y otras acciones que la beneficien.

## Historia
Pocos días después de la promulgación de ley que daba vida al Instituto de Chile, la Academia fue inaugurada solemnemente el 22 de octubre de 1964. Los cinco primeros académicos, designados por el Presidente de la República, el Consejo de Rectores y la Universidad de Chile, fueron los profesores Armando Larraguibel, Emilio Croizet, Leonardo Guzmán, Hernán Alessandri y Alfonso Asenjo, siendo Larraguibel elegido como el primer Presidente de la Academia.

### Presidentes de la Academia
| Presidente              | Período          |
| ----------------------- | ---------------- |
| Armando Larraguibel     | 1964-1969        |
| Víctor Manuel Avilés    | 1969-1973        |
| Juan Wood Walters       | 1973-1975        |
| Aníbal Ariztía Ariztía  | 1975-1976        |
| Amador Neghme Rodríguez | 1977-1987        |
| Armando Roa Rebolledo   | 1987-1997        |
| Jaime Pérez Olea        | 1997-2000        |
| Alejandro Goic Goic     | 2001-2010        |
| Rodolfo Armas Merino    | 2011-En el cargo |

## Composición
La Academia está constituida por:
- Miembros de Número (limitados por la ley a 36)
- Miembros Correspondientes (actualmente 22, en Arica, Ovalle, Valparaíso/Viña del Mar, Concepción, Temuco, Valdivia y Santiago)
- Miembros Honorarios Nacionales (actualmente 22, tres de ellos residentes en el extranjero)
- Miembros Honorarios Extranjeros (actualmente 35, de once países de las Américas y Europa)

### Mesa Directiva
- Rodolfo Armas Merino, Presidente
- Arnoldo Quezada Lagos, Secretario Académico
- Andrés Heerlein Lobenstein, Tesorero